# Badula crassa
Badula crassa är en viveväxtart som beskrevs av A. Dc. Badula crassa ingår i släktet Badula och familjen viveväxter. Inga underarter finns listade i Catalogue of Life.